# Dawid (rzeźba Berniniego)

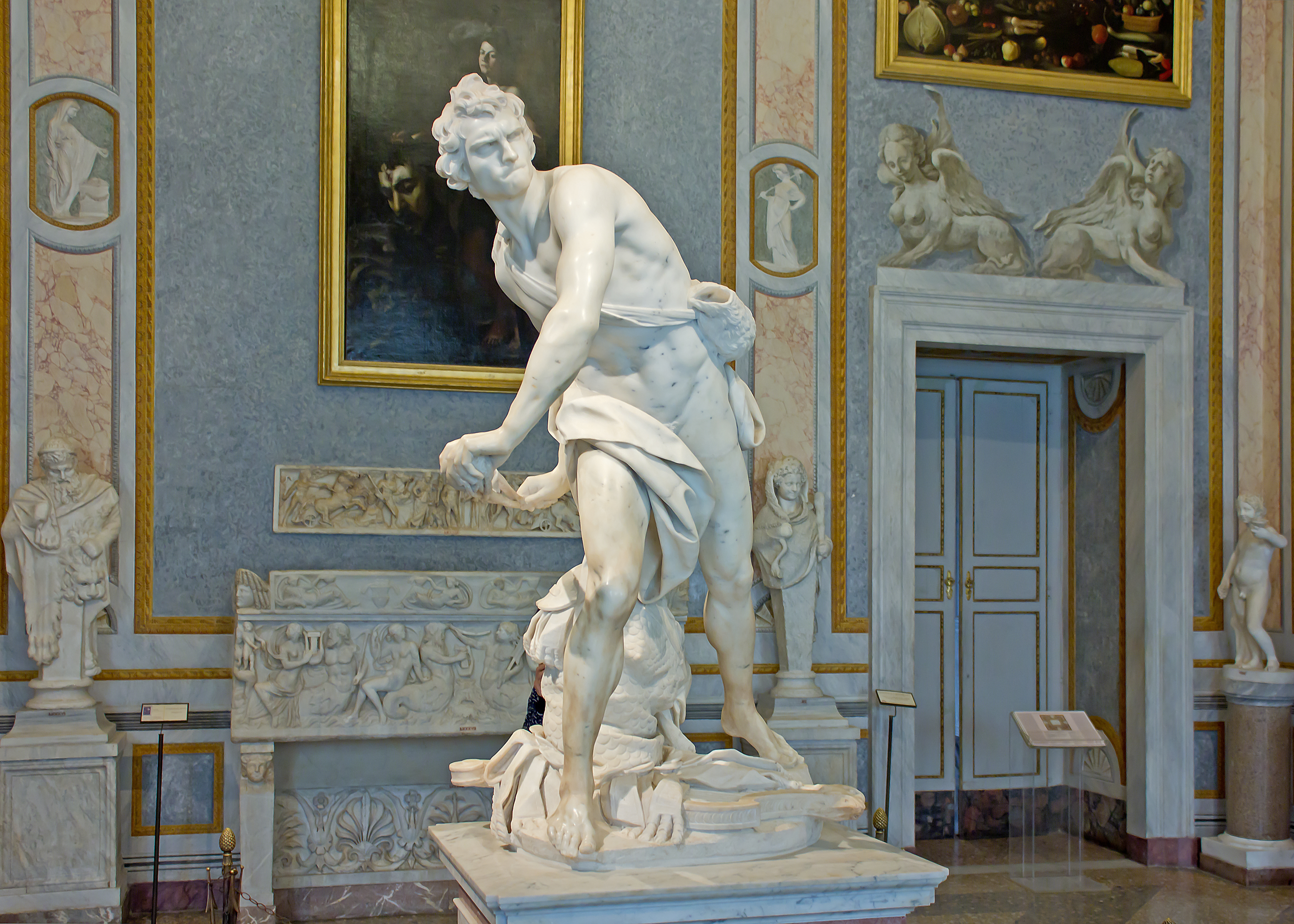
Dawid w Galerii Borghese w Rzymie

Dawid – marmurowa rzeźba naturalnej wielkości wykonana przez Włocha Giovanniego Lorenza Berniniego. Znajduje się w Galerii Borghese w Rzymie.

## Okoliczności powstania rzeźby
Dawid pierwotnie przeznaczony był dla kardynała Alessandro Peretti de Montalto (syna siostrzenicy papieża Sykstusa V), który już wcześniej zamawiał dzieła u Berniniego. Jednak w chwili śmierci kardynała, która nastąpiła w 1623 roku, prace nad Dawidem dopiero się rozpoczęły. Kardynał Scipione Caffarelli-Borghese nakłonił artystę do kontynuacji dzieła (co oderwało Berniniego od prac nad wcześniej rozpoczętą rzeźbą Apollo i Dafne). Wykonanie dzieła trwało siedem miesięcy.
Według anegdoty opowiedzianej przez syna artysty, Domenica, Bernini nadał biblijnemu bohaterowi swoje rysy.
Kardynał Borghese umieścił gotową rzeźbę w pierwszej sali na parterze swojej willi.

## Opis
Rzeźba została wykonana z białego marmuru, ma wysokość 170 cm. 
Biblijny bohater Dawid został przedstawiony w kulminacyjnym momencie walki z filistyńskim wojownikiem Goliatem, w chwili kiedy wyrzuca kamień w kierunku wroga. Dawid przed starciem założył zbroję króla Saula, lecz później zdjął ją, by nie krępowała jego ruchów i podjął walkę uzbrojony tylko w procę. Zdjęta wcześniej zbroja leży u stóp bohatera, pod nią natomiast spoczywa harfa, instrument, na którym Dawid wielokrotnie grał. Bohater jest prawie nagi, okryty jedynie krótką szatą, a przez ramię ma przewieszoną torbę pasterską. Jego twarz ma zacięty wyraz.